# THÜGIDA & Wir lieben Sachsen
THÜGIDA & Wir lieben Sachsen e.V. ist ein rechtsextremistischer Verein, der sich vor allem gegen Einwanderung und die deutsche Flüchtlingspolitik richtet. Des Weiteren vertritt der Verein ein an ethnischen Gesichtspunkten ausgerichtetes Weltbild vermischt mit völkischen, rassistischen und verschwörungstheoretischen Aspekten.
Der Verein ist Gegenstand der Beobachtung der Verfassungsschutzbehörden der Bundesländer Thüringen, Sachsen und Niedersachsen.

## Geschichte

### Vorgängerorganisationen
THÜGIDA, kurz für „Thüringen gegen die Islamisierung des Abendlandes“, war eine seit März 2015 in Thüringen aktive Gruppierung, die sich aus der überwiegend in Suhl aktiven Organisation „Südthüringen gegen die Islamisierung des Abendlandes“ (SÜGIDA) entwickelt hatte. Gründer und wichtigster Organisator von THÜGIDA war der ehemalige NPD-Funktionär David Köckert. Die Gruppierung fungierte als Sammelbecken des rechtsextremistischen Spektrums und beinhaltete sowohl Mitglieder der Kleinparteien NPD, Die Rechte und Der III. Weg als auch Angehörige der Europäischen Aktion sowie einzelne Neonazis und Reichsbürger.
Die Gruppierung trat vor allem mit asyl- und zuwanderungsfeindlichen Versammlungen in verschiedenen Orten in Thüringen in Erscheinung und dehnte ihr Betätigungsfeld ab 2016 auch in benachbarten Bundesländern aus. Nachdem die Versammlungen 2015 noch erheblichen Zuspruch erfuhren und anfangs auch Teile der bürgerlichen Gesellschaft ansprechen konnten, kam es ab März 2016 zu einem Bedeutungsverlust, der im Laufe des Jahres die Teilnehmer bei Veranstaltungen von THÜGIDA auf einen rechtsextremistischen Kern reduzierte.
In Gera ließ THÜGIDA den Holocaustleugner, „Reichsbürger“, rechtskräftig verurteilten Volksverhetzer und Neonazi Christian Bärthel (vormals Deutsche Partei) als Redner auftreten. Bärthel musste zugeben, dort ausländerfeindliche Gerüchte des rechtsextremen Vereins „Wir lieben Gera“ auf Grund von Hörensagen vorgetragen zu haben.
Parallel zu THÜGIDA entstanden vor allem in Ostthüringen verschiedene, als „Bürgerinitiativen“ firmierende Gruppierungen wie etwa „Wir lieben Ostthüringen“, „Wir lieben Gera“ oder „Wir lieben den Saale-Holzland-Kreis“. Obgleich sich diese Gruppierungen anfangs als eigenständig darzustellen versuchten, handelte es sich um Teile von THÜGIDA.

### Gründung und erste Aktivitäten
In der zweiten Hälfte des Jahres 2016 kam es zu einer verstärkten öffentlichen Zusammenarbeit zwischen THÜGIDA und der Gruppierung „Wir lieben Sachsen“. Im Oktober desselben Jahres schlossen sich die beiden Gruppierungen zusammen und gründeten den Verein „THÜGIDA & Wir lieben Sachsen e. V.“ mit Sitz in Greiz. Die Eintragung erfolgte am Amtsgericht Greiz. Vereinsvorsitzender wurde David Köckert.
Doch auch die Gründung des Vereins konnte den Bedeutungsverlust nicht aufhalten, und die frühere Funktion als strömungsübergreifendes Sammelbecken der rechtsextremen Szene in Thüringen ging weitestgehend verloren. Versuche, dem durch eine bundesweite Vernetzung und dem Aufbau entsprechender Strukturen entgegenzuwirken, scheiterten größtenteils. Nachdem sich die Teilnehmerzahlen an Kundgebungen des Vereins meistens im unteren zweistelligen Bereich bewegten, kamen die öffentlichen Aktivitäten des Vereins in der zweiten Hälfte des Jahres 2017 weitestgehend zum Erliegen. Die letzte Kundgebung fand am 17. August in Apolda statt.
Ende August kündigte der Verein an, eine Kursänderung seiner Aktivitäten zu planen. Hier sollte zukünftig auf Demonstrationen und Kundgebungen verzichtet werden und stattdessen das Projekt „Ein Volk hilft sich selbst“ im Fokus stehen. Bei dem bereits 2016 initiierten Projekt, das zu Sachspenden aufruft, sollen nach eigenen Angaben des Vereins bedürftige Deutsche unterstützt werden, welche der Verein gegenüber Migranten sozial benachteiligt sieht. Des Weiteren sollten im Zuge der Kursänderung neue Themenfelder erschlossen werden, wie etwa alternative Medizin und Selbstversorgung. Damit verbunden kam es zu einer Neuordnung des Vereinsvorstandes und der bisherige Vorsitzende David Köckert trat bei den Vorstandsneuwahlen am 21. Oktober nicht mehr an.

## Programmatische Ausrichtung
Der Verein zieht die Souveränität der Bundesrepublik Deutschland in Zweifel.
Es erfolgt eine Ablehnung von Einwanderung und Asylpolitik, wobei auch von einer Umvolkung gesprochen wird. Als Hauptverursacher aktueller Flüchtlingsströme werden die Vereinigten Staaten durch deren angebliche Umsturzpläne ausgemacht.
Weitere programmatische Punkte sind die Forderungen nach Volksentscheiden, einer besseren Familienförderung für klassische Familien bestehend aus „Mann und Frau mit mehreren Kindern“.
Außenpolitisch steht der Verein den Vereinigten Staaten kritisch gegenüber und spricht sich für eine Hinwendung zu Russland, welches als natürlicher Partner für Deutschland gesehen wird, aus.